# Инцидент в Дангреке
Инцидент в Дангреке ― инцидент, произошедший на камбоджийско-тайской границе в районе горного хребта Дангрек, в ходе которого тайские солдаты атаковали и убили около тысячи безоружных камбоджийских беженцев (многие из которых были китайского происхождения).

## Предыстория
17 апреля 1975 года силы красных кхмеров (радикального аграрного течения в Коммунистической партии Кампучии) захватывают столицу Камбоджи Пномпень, окончив 8-летнюю гражданскую войну в Камбодже. Новым премьер-министром Демократической Кампучии (так называлось государство при правлении коммунистов) стал Пол Пот, лидер Красных кхмеров.
Период правления красных кхмеров начался с переселения всех городских жителей (которые входили в так называемую категорию «новых людей») в деревни и на рисовые поля для труда. Их режим характеризуется жёсткими репрессиями и истреблением простых людей. При правлении красных кхмеров погибло, по разным подсчётам, от 1 до 3 миллионов человек.
Под конец своего правления (1979 год) Пол Пот планировал вторгнуться во Вьетнам с целью захвата Сайгона. Примерно в это же время стал активно нарастать кампучийско-вьетнамский конфликт. Красные кхмеры проводили рейды в приграничные вьетнамские деревни, жестоко убивая местных жителей (пример ― Резня в Батюке), а также истребили практически всех этнических вьетнамцев на своей территории.
25 декабря 1978 года (по другим данным — месяцем ранее) Вьетнам вторгся на территорию Камбоджи. Сильного сопротивления встречено не было, и в тот же день вьетнамские войска вошли в Пномпень. Полпотовское руководство эвакуировалось на вертолёте в западные джунгли.

## Хронология
В марте 1979 года тайское руководство, опасаясь огромного наплыва кхмерских беженцев, объявило о закрытии и минировании границы с Камбоджей. Однако, на границе многие беженцы организовали собственные лагеря. Данные беженцы считались нелегальными иммигрантами, снабжались только самым необходимым, и им отказывалось в беседе с международными представителями с целью переселения.
В июне 1979 года королевская армия Таиланда принудила около 43 000 — 45 000 камбоджийских беженцев, перебравшихся в Таиланд, вернуться обратно в Камбоджу.

### Инцидент
Примерно в то же время кхмерских беженцев, которые находились в округе Араньянпратхет, загнали в автобусы и отвезли к горному хребту Дангреку. На месте назначения им сказали «спуститься по уступу, а потом по густому лесу». Они, опасаясь возвращения в Кампучию и попадания под мины, предприняли попытку отступления. После этого тайские солдаты открыли по ним огонь. Среди беженцев был и Менгли Джанди Куача, который описал инцидент в своей автобиографии.
В ходе инцидента, по оценкам, погибло около тысячи кхмеров.

## Заседание ООН
Известия о данном инциденте вызвали возмущение у международного сообщества. 23 июля 1979 года в штаб-квартире Совета по правам человека ООН (Женева) состоялось совещание по поводу инцидента. В совещании приняли участие представители около 60 стран. Представитель Таиланда Уппадис Пачариянгкун был обвинён в организации этого инцидента ради политической победы, заставив вьетнамские войска начать отступать. Вьетнамская сторона отказалась комментировать что-либо.
К концу 1979 года ЮНИСЕФ и Всемирная продовольственная организация разработали план по масштабной помощи людям на границе, что в свою очередь привлекло больше беженцев и привело к созданию большего числа лагерей беженцев. Большее число беженцев прибыло после начала исполнения плана К5, по которому создавались бамбуковые стены на границах, дабы помешать проникновению Красных кхмеров в Камбоджу.
Граница была снова закрыта решением премьер-министра Премом Тинсуланоном в январе 1980 года из-за опасений проникновения Красных кхмеров в Таиланд.

## Последствия

### Поднятие антитайских настроений среди кхмерского населения
Инцидент в Дангреке спровоцировал среди населения рост антитайских настроений. На почве ненависти к Таиланду произошли беспорядки в 2003 году.
Также, инцидент в Дангреке значительно повысил уровень антивьетнамских настроений, так как Красные кхмеры использовали данное происшествие в рамках пропаганды против вьетнамской оккупации.